# Superpositionsauge
Als Superpositionsauge bezeichnet man ein Facettenauge, bei dem die einzelnen Ommatidien nicht in der ganzen Länge voneinander abgeschirmt sind.
Es kommt hauptsächlich bei nachtaktiven Insekten, wie etwa den Nachtfaltern vor. Der Hauptunterschied zum Appositionsauge liegt darin, dass die Retinula nicht direkt am Kristallkegel des Auges anliegt und die mittleren Abschnitte nicht durch Pigmentzellen isoliert sind. Wegen der nur teilweise vorhandenen Isolierung durch Pigmentzellen können sich die Bilder, die durch benachbarte dioptrische Apparate eintreten, auf die Retinula eines Ommatidiums abbilden – es kommt zu Überlagerungen. Dadurch können die Tiere auch noch bei geringerer Lichtintensität etwas erkennen, allerdings auf Kosten der Sehschärfe. 
Bei höherer Lichtintensität können sich die Pigmentzellen verschieben, wodurch funktionell wieder ein Appositionsauge entsteht.
Es wird zwischen optischen Superpositionsaugen und neuralen Superpositionsaugen unterschieden.